# Brickfilm
I brickfilm sono dei filmati amatoriali di lunghezza variabile creati interamente con mattoncini e personaggi LEGO, Mega Bloks o qualsiasi altro tipo simile a questi. Spesso sono realizzati con la tecnica del passo uno, ma in certi casi anche con l'ausilio di azioni dal vivo o CGI. Il termine 'brickfilm' è stato coniato da Jason Rowoldt, fondatore di Brickfilms.com.

## Storia

### Anni settanta e ottanta
La tecnica chiamata stop-motion (in italiano spesso tradotta come "passo uno", o anche "ripresa a passo uno") è stata utilizzata sin dai primi anni della storia del cinema, per animare oggetti in scena senza l'ausilio di attori. Grazie a questa tecnica Lars C. Hassin e Henrik Hassing realizzarono il primo brickfilm conosciuto, En rejse til månen ("Viaggio verso la Luna"), nel 1973. È possibile che esistano altri brickfilm precedenti ad esso, ma attualmente non sono noti. Tutti i primi cortometraggi di questo tipo sono stati una produzione amatoriale, e probabilmente non conosciamo la maggior parte di essi a causa dell'assenza di mezzi non professionali e di canali di distribuzione accessibili a tutti, come internet.
Rimasto a lungo sconosciuto, En rejse til månen  è divenuto noto solo nel 2013 quando è stato caricato su YouTube da uno dei creatori.
Lo stesso accadde per il secondo brickfilm conosciuto. Lego Wars, di Fernando Escovar, fu realizzato nel 1980 ma è stato pubblicato su YouTube solo nel 2007. Esso fu il primo ad utilizzare i classici omini LEGO come protagonisti della vicenda.
Il primo brickfilm ad essere finanziato fu The Magic Portal ("Il portale magico"), realizzato nel 1985 dall'australiano Lindsay Fleay. Il cortometraggio, che a lungo è stato ritenuto essere il primo brickfilm mai creato, richiese 4 anni e mezzo di lavorazione, e fu prodotto dalla Australian Creative Development Fund. Tuttavia, a causa di problemi legali con la LEGO, il film non poté essere distribuito, e rimase poco conosciuto fino a quando non venne caricato su YouTube nel 2008.
Nel 1989 fu prodotto Zap, un brickfilm musicale dedicato all'omonima canzone del gruppo Ethereal. Il video, commissionato e prodotto dalla band stessa, e diretto da David Betteridge, venne distribuito in televisione, arrivando su molti canali tra cui MTV, nonostante non fosse stato commissionato dalla LEGO. 

### Anni novanta
Negli anni Novanta, vari fattori portarono a un grande incremento nella produzione dei brickfilm. Prima di tutto, grazie alla diffusione di macchine fotografiche digitali, gli strumenti di lavoro divennero più accessibili e più facili da utilizzare. Inoltre l'avvento di internet portò alla nascita di nuovi canali di distribuzione, sfruttabili da chiunque per far conoscere il proprio lavoro. La LEGO stessa incentivò la produzione di filmati realizzati con i suoi prodotti, lanciando a fine decennio lo Steven Spielberg Moviemaker Set, che comprendeva un semplice set cinematografico e una macchina fotografica.

### Anni duemila
Grazie al sempre più rapido sviluppo di internet i brickfilm divennero ancora più conosciuti. Nel 2000 nacque il primo sito interamente dedicato ad essi, Brickfilms.com, che permise a chiunque di pubblicare i propri filmati online, e che è attivo ancora oggi. Con la nascita di Youtube, il fenomeno si estese ancora di più, tanto da arrivare al punto in cui vi sono canali interamente dedicati ai brickfilm seguiti da milioni di iscritti.
La tecnica e la qualità dei video sono notevolmente migliorate dagli inizi di questo genere cinematografico ad oggi, sia per l'avanzamento tecnologico, che ha portato all'introduzione di strumenti di lavoro più moderni, sia per l'odierna possibilità di distribuzione online, che ha spinto diversi videomaker e case di produzione ad realizzare brickfilm non più in modo solo amatoriale, ma anche professionistico.

### Anni 2010
Nel 2014 è uscito The LEGO Movie, prodotto dalla Warner Bros., il primo grande lungometraggio realizzato come un brickfilm per il grande schermo. Diretto da Phil Lord e Christopher Miller, è stato realizzato combinando stop motion, computer grafica e live action, ed ha ricevuto ottimi consensi sia dal pubblico che dalla critica.
Ne è inoltre stato annunciato un sequel, The LEGO Movie 2 - Una nuova avventura, previsto per il 2019, e sono usciti due spin-off, LEGO Batman - Il film e LEGO Ninjago - Il film, entrambi nel 2017.

## Tecniche utilizzate
La tecnica più comunemente utilizzata per la realizzazione di Brickfilm è lo stop-motion. Ogni singolo movimento dei personaggi viene fotografato dall'operatore, in modo che quando l'insieme di fotogrammi viene fatto scorrere in sequenza veloce, la scena risulti animata agli occhi dello spettatore. Più è alto il numero di foto e più esse vengono fatte scorrere velocemente, più la ripresa risulterà fluida all'osservatore. La tecnica è quindi molto complessa, perché è necessario un numero molto elevato di posizioni in cui fotografare gli oggetti ed i personaggi in scena.
Spesso oltre al lavoro di ripresa e montaggio della sequenza animata, tramite un lungo processo di postproduzione, i fotogrammi vengono modificati con programmi di grafica e video editing, per aggiungere effetti speciali, dettagli ed il sonoro, che nella ripresa manca completamente, trattandosi di un insieme di fotografie.
Un'altra tecnica spesso utilizzata è la computer grafica: in essa non si usa un set reale, con personaggi e ambientazione tangibili, né la ripresa in stop motion, in quanto il tutto viene realizzato al computer con programmi di grafica 3D.
Alcuni brickfilm vengono realizzati combinando le principali tecniche tra loro. The LEGO Movie ne è un esempio.

## La LEGO
Parte del successo dei Brickfilm è sicuramente dovuto all'utilizzo dei noti mattoncini e personaggi LEGO. Questo genere di animazione è infatti molto apprezzato dai più giovani, in quanto riesce a mostrar loro i giocattoli che quasi sicuramente conoscono ed amano in movimento. La LEGO in particolare si presta moltissimo a questo, in primo luogo grazie alla caratteristica base dei suoi prodotti, interamente assemblabili o modificabili a piacimento, ma anche grazie al fatto che molte delle linee lanciate dall'azienda riprendano opere già note nella cultura di massa, specialmente film e cartoni animati. Per esempio LEGO Star Wars. Nonostante vi siano altre aziende che producono giocattoli simili a quelli LEGO, come Mega Blocks, che quindi permettono la realizzazione di Brickfilm, la quasi totalità di essi viene realizzata con prodotti LEGO.

## Produzione
Generalmente la produzione di un brickfilm richiede diverse fasi ben distinte: la preparazione, le riprese e la post-produzione.

### Preparazione
Nella prima fase, dopo la scrittura delle scene da realizzare e la eventuale produzione di storyboard, viene letteralmente costruito il set in cui avverranno le riprese, dato che solitamente anche l'ambientazione stessa è realizzata con mattoncini LEGO. Spesso il tutto viene fatto in modo tale da rendere più semplici le riprese nella fase successiva, dato che si dovrà lavorare con ambienti ed oggetti molto piccoli. Vengono inoltre preparati i personaggi protagonisti del film, e posizionate la macchina fotografica e le luci, le quali sono molto importanti se si vuole evitare problemi di cambi di illuminazione tra i vari fotogrammi.
In questa fase è inoltre possibile registrare le voci dei personaggi del film, se presenti, in modo da conoscere in anticipo il tipo di movimento che essi dovranno compiere in fase di ripresa, cosicché seguano la voce del loro doppiatore. Nella maggior parte dei casi, tuttavia, il doppiaggio avviene nella fase di post-produzione, ed è quindi il doppiatore a dover adattare la registrazione della sua voce alle movenze dei protagonisti.

### Riprese
La fase delle riprese è quella che richiede più tempo e pazienza, in quanto si dovrà effettuare un grande numero di fotografie alla scena, in ognuna delle quali cambia qualcosa, per rendere l'effetto di movimento, come di norma nello stop-motion. I cambi di inquadratura inoltre vengono solitamente realizzati spostando il set ed i personaggi, mentre la macchina fotografica resta ferma, a differenza di quello che avviene nel cinema. Il numero ideale di fotogrammi al secondo per rendere fluidi i movimenti è 15, per cui anche un cortometraggio di pochi minuti richiede migliaia di fotografie.

### Post-Produzione
La post produzione viene svolta al computer tramite l'uso di programmi di varo tipo a seconda di ciò che si vuole aggiungere al brickfilm.
La parte fondamentale è il montaggio del video, in cui vengono messe tutte le fotografie in sequenza per realizzare le varie scene.
Le altre caratteristiche principali vengono modificate con programmi dedicati:
- La grafica dei singoli fotogrammi, con programmi di fotoritocco, come Photoshop o Gimp.
- L'aggiunta di effetti speciali, con programmi di animazione grafica come Adobe After Effects.
- L'inserimento di modelli 3D, tramite l'uso di CGI con programmi di computer grafica, come Blender e Cinema4d.

È in questa fase che viene inserito, e spesso creato da zero, tutto il comparto sonoro del brickfilm, sia per quanto riguarda gli effetti audio, sia per una eventuale colonna sonora.
Dopodiché il filmato verrà renderizzato, e sarà pronto per essere distribuito o pubblicato online.

## Comunità
Dall'hobby dei brickifilm sono nate varie comunità, tra cui Bricks in Motion e Brickfilms LLC, e vengono inoltre organizzate anche delle competizioni ed eventi dedicate ad essi, anche se quasi esclusivamente online.

## Curiosità
- Ad oggi sono stati realizzati più di cinquemila Brickfilm, anche se probabilmente il numero è molto più alto, perché non è possibile stabilire con esattezza quanti sono quelli creati ma non distribuiti o pubblicati online.[2]
- Il Brickfilm più famoso esistente è Lego Shopping, realizzato nel 2012 da Michael Hickox, che conta più di 66 milioni di visualizzazioni su Youtube.
- Con più di 4 ore di durata, The Wars of Darkness è il più lungo Brickfilm conosciuto. Anche esso è presente su Youtube.